# ایستگاه برق آبی ناروا
ایستگاه برق آبی ناروا (به لاتین: Narva Hydroelectric Station) یک نیروگاه برقابی و سد در روسیه است که در Ivangorodskoye urban settlement واقع شده‌است.